# STS Generał Zaruski

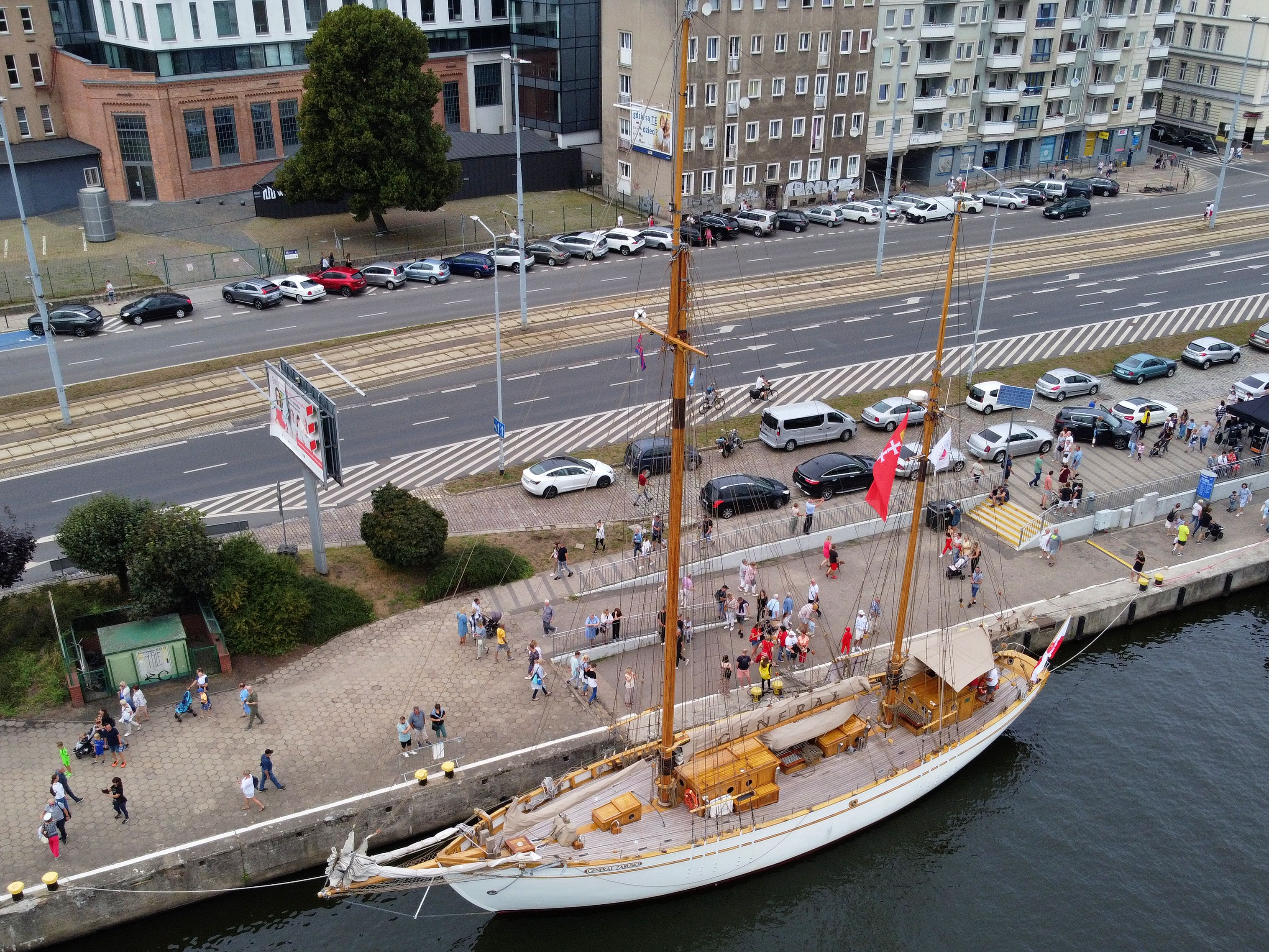
STS Generał Zaruski przy Wałach Chrobrego w Szczecinie (2022 r.)

STS Generał Zaruski – jeden z najstarszych czynnych polskich żaglowców, pływający cały rok po wodach Bałtyku, w sezonie głównie w rejsach szkoleniowych dla młodzieży, mający w swojej karierze wyprawy także na wody podbiegunowe. Jako pływający zabytek sztuki szkutniczej ma dość trudne warunki bytowe dla załogi i jest częściowo wyposażony w archaiczne już dziś urządzenia i jako taki jest ulubioną jednostką polskich żeglarzy pielęgnujących stare morskie tradycje. Do tych tradycji weszły już na stałe coroczne rejsy (właściwie wyprawy) zimowe, np. wielodniowe rejsy sylwestrowe.

## Historia i rejsy
- 1938. Zamówiony przez Ligę Morską i Kolonialną, z inicjatywy gen. Mariusza Zaruskiego, jako jeden z 10 podobnych jachtów, które miały stanowić trzon przyszłej morskiej flotylli harcerskiej.
- 1939. Rozpoczęcie budowy w szwedzkiej stoczni B. Lunda w Ekenäs koło Kalmaru, według planów szwedzkiego jachtu szkolnego „Kaparen” z 1934 roku. Na prośbę gen. Zaruskiego budowę nadzorował Gustaf Bernhardt, założyciel i szef Svenska Seglarskola. Jacht od początku miał nosić nazwę "Generał Mariusz Zaruski"[2].
- 6 lutego 1940. Sprzedaż jachtu na licytacji w celu pokrycia nieopłaconych kosztów budowy. Nowym właścicielem zostało stowarzyszenie Colbus powołane specjalnie w tym celu 25 października 1939 roku do życia.
- Czerwiec 1940. Wodowanie kadłuba i początek prac z ożaglowaniem i zabudową wnętrz.
- Październik 1940. Stowarzyszenie Colbus sprzedaje skończony jacht (ale jeszcze bez zamontowanych silników) Svenska Seglarskola za 40 000 koron. W kontrakcie znajdują się zapisy zakazujące dalszej sprzedaży jednostki przez 5 lat.
- Okres wojny jacht spędził na szwedzkich wodach terytorialnych żeglując pod nazwą „Kryssaren”, wykorzystywany przez szwedzką organizację „Svenska Seglarskolan” („Szwedzka Szkoła Żeglarska”).
- 1945. Strona szwedzka przypomniała, że znajduje się u nich nieodebrany, spłacony jeszcze przed wojną jacht.
- 1946. 17 stycznia żaglowiec przypłynął do kraju na holu. Otrzymał nazwę „Generał Zaruski” w hołdzie inicjatorowi budowy żaglowca, postaci najbardziej przed wojną zasłużonej dla morskiego wychowania polskiej młodzieży[według kogo?]. Jacht przejęła reaktywowana Liga Morska[3]. Decyzją LM żaglowiec został przekazany do Centralnego Ośrodka Morskiego w Ustce[4]. Pierwszy większy rejs po Bałtyku odbywa się we wrześniu 1946.
- 1947. Kapitanem jachtu na kilka lat został Michał Sumiński[3].
- 1948–1949. Jacht został czarterowany organizacji Służba Polsce[3].
- Sierpień 1950. Zmiana nazwy na „Młoda Gwardia”. W tym roku rejs pod dowództwem kpt. Szpakowskiego do portów NRD.
- 1953. Przejęcie jachtu przez Ligę Przyjaciół Żołnierza (przemianowana od 1962 na Ligę Obrony Kraju) po włączeniu do niej Ligi Morskiej[3].
- 1957. Zmiana nazwy na „Mariusz Zaruski” (jeszcze bez dopisku „Generał”). W czerwcu rejs z Zewem Morza do Narwiku.
- 1958. Remont i wymiana oryginalnych silników Bolinder na June Munktell (2 x 45 KM).
- 1962. Wymiana napędu na 2 silniki Albin Motors (2 x 75 KM).
- 1969. Przywrócenie nazwy „Generał Zaruski”.
- 1975. Rejs na Spitsbergen pod dowództwem kpt. Rościszewskiego. "Generał Zaruski" pierwszym polskim żaglowcem, który dotarł do stacji badawczej Hornsundzie.
- 1976. Wymiana silników na marynizowane w Puckich Zakładach Mechanicznych jednostki „Rekin” (każda po 95 KM).
- 1977. Wejście na mieliznę pod Kopenhagą[5][6].
- 1978–1982. Remont w stoczni „Nauta” w Gdyni. Wstawienie nowych silników (2 x 140 KM).
- 1982. Pierwszy rejs Bractwa Żelaznej Szekli na Zaruskim.
- 1984. W porcie Jastarnia za burtę jachtu wypada jego bosman i ponosi śmierć[7].
- 1988. Podczas wakacyjnego rejsu szkoleniowego po Morzu Bałtyckim żaglowiec łamie maszt.
- 1993. Rejs z niepełnosprawnymi do Maarianhaminy (szw. Mariehamn).
- W połowie lat 90. został wyczarterowany prywatnej osobie (Ryszardowi Herrmannowi ,przeprowadzającemu jego remonty). Pływał głównie w rejsach z młodzieżą, lecz także w zimowe rejsy sylwestrowe (2000/2001, 2001/2002). Na wiosnę 2003 wskutek braku remontów stracił klasę PRS, został wyłączony z eksploatacji i zacumowany w Jastarni.
- Od sierpnia 2003 przekazany został pod opiekę fundacji Polskie Żagle im. Gen. Zaruskiego, zamierzającej wyremontować jacht i przywrócić mu funkcję zaplanowaną jeszcze przed wojną – szkolenie żeglarskie młodzieży. Przeprowadzony na slip stoczni rybackiej we Władysławowie w maju 2005 roku. Pod koniec 2006 roku szeroko zakrojony remont został przerwany na skutek wycofania się głównego sponsora – Poczty Polskiej.
- 2005. Fundacja Kompania Morska[8] odnalazła w Szwecji i przekazała do Centralnego Muzeum Morskiego w Gdańsku rysunki konstrukcyjne jachtu „Kaparen”, który był pierwowzorem dla „Generała Zaruskiego”.
- 15 września 2008. podpisanie listu intencyjnego dotyczącego przejęcia przez miasto Gdańsk żaglowca i przekazania go Miejskiemu Ośrodkowi Sportu i Rekreacji[9].
- 3 listopada 2008. Gdańsk kupił żaglowiec za 150 000 zł[10].
- Kwiecień 2009 - przyholowanie jednostki do Gdańskiej Stoczni „Remontowej”.
- 15 września 2009. Fundacja Kompania Morska[8] sprowadza do Polski odnalezione na strychu Bertila Lunda oryginalne rysunki i plany budowy „Generała Zaruskiego”. Kopie planów przekazuje Miejskiemu Ośrodkowi Sportu i Rekreacji w Gdańsku.
- Na początku 2010 roku międzynarodowa grupa ekspertów negatywnie odniosła się do przyjętych do realizacji rozwiązań konstrukcyjnych wprowadzających znaczne modyfikacje w stosunku do planów historycznych[11].
- Koniec 2010. Początek remontu jednostki na terenie Gdańskiej Stoczni „Remontowej”[12].
- 5 grudnia 2011. Wodowanie kadłuba w basenie Gdańskiej Stoczni Remontowej w obecności Andersa Berga, Honorowego Prezydenta European Maritime Heritage.
- 30 października 2012 Podniesienie bandery w Gdańskiej Stoczni Remontowej w obecności Prezydenta RP Bronisława Komorowskiego[13].
- 30 czerwca 2025 żaglowiec pod komendą kpt. Marcina Dobrowolskiego wypłynął z Gdańska (nabrzeże Ołowianki) kierując się na Spitsbergen[14].
- 20 lipca 2025 r., o godzinie 1.10 "Generał Zaruski" rzucił kotwicę w Hornsundzie, docierając na Spitsbergen w 50 lat po pierwszej polarnej wyprawie żaglowca[15].